# Mastín americano
Mastín americano es una raza de perro tipo moloso originaria de Estados Unidos y creada por Fredericka Wagner del criadero "Flying W Farms" mediante el cruce de un mastín inglés y un pastor de Anatolia. En 2000, el Continental Kennel Club lo reconoce como pura raza.

## Apariencia
- Altura: hembras: 28-34 pulgadas; machos: 32-36 pulgadas.
- Peso: hembras: 140-180 libras; machos: 160-200 libras.

## Condiciones de vida
Al contrario que otras razas grandes, este mastín encaja perfectamente en la vida en un apartamento, siempre y cuando se ejercite diariamente, bien con un paseo o con una carrera corta cada día. Un patio trasero pequeño también le es suficiente.